# Løvøya (Horten)
Løvøya est une île de la commune de Horten , dans le comté de Vestfold en Norvège.

## Description
L'île de 0,7 km2 est située au nord de la baie de Horten. L'élévation des terres a créé un niveau bas entre l'île et le continent, de sorte que Løvøya peut aujourd'hui être considérée comme une péninsule. Une route dessert Løvøya et l'île voisine de Mellomøya. Avec Østøya les trois îles voisines s'appelaient à l'origine Vestre, Midtre et Østre Løvøy.
Sur l'île se trouve la Chapelle de Saint-Hallvard, datant du XIIIe siècle qui aurait été construite siècle sous le règne de Olaf III de Norvège. Avec le puits Saint-Olav, c'était un lieu de pèlerinage.
Une petite île juste au sud de Løvøya s'appelle Lort. Le nom est en fait Lillelort d'après le lieu Lort qui se trouvait sur Løvøya même.

## Aire protégée
La réserve naturelle de Løvøya a été créée en 2006 pour préserver la forêt de feuillus de l'île.

## Galerie

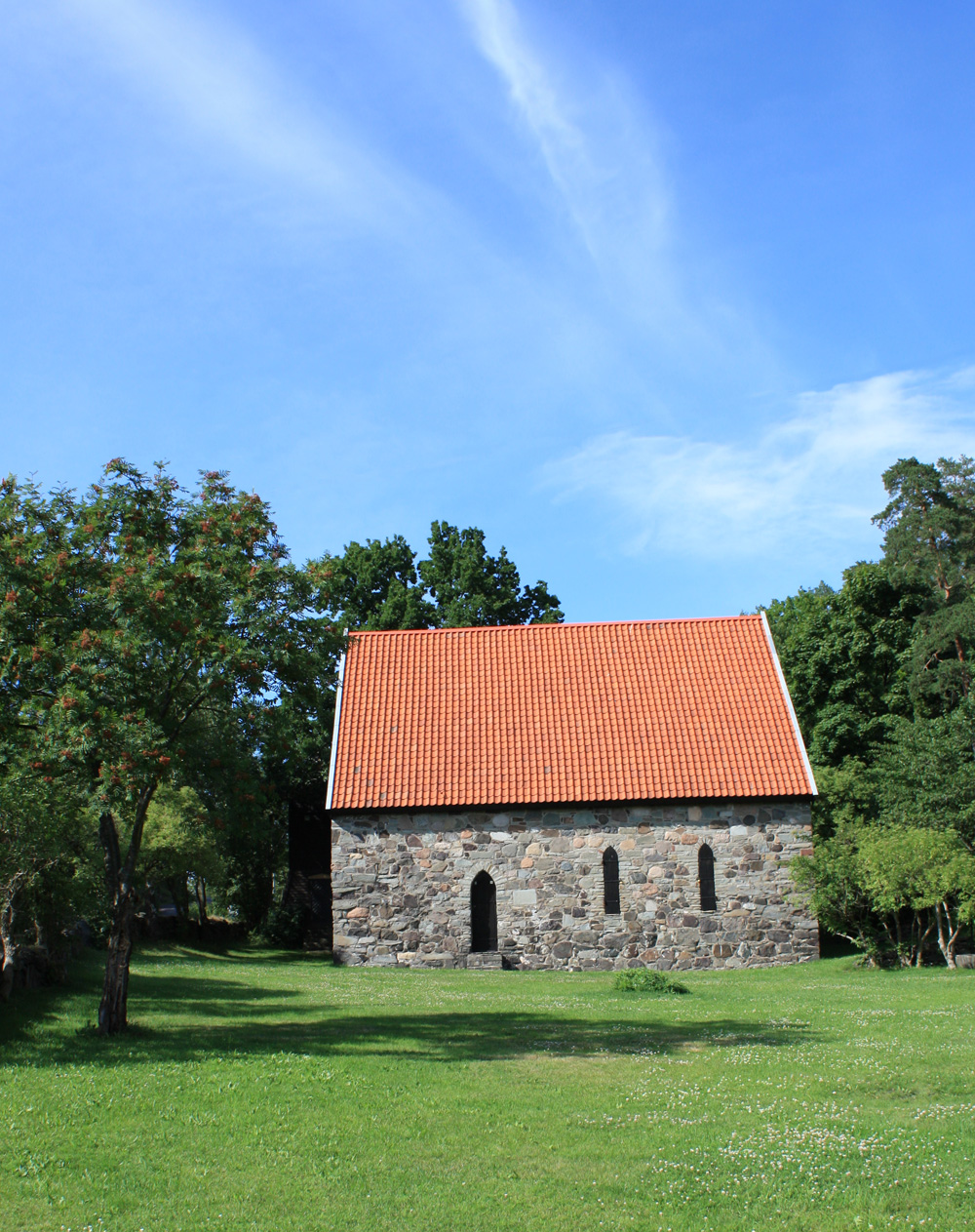
Chapelle de Løvøya
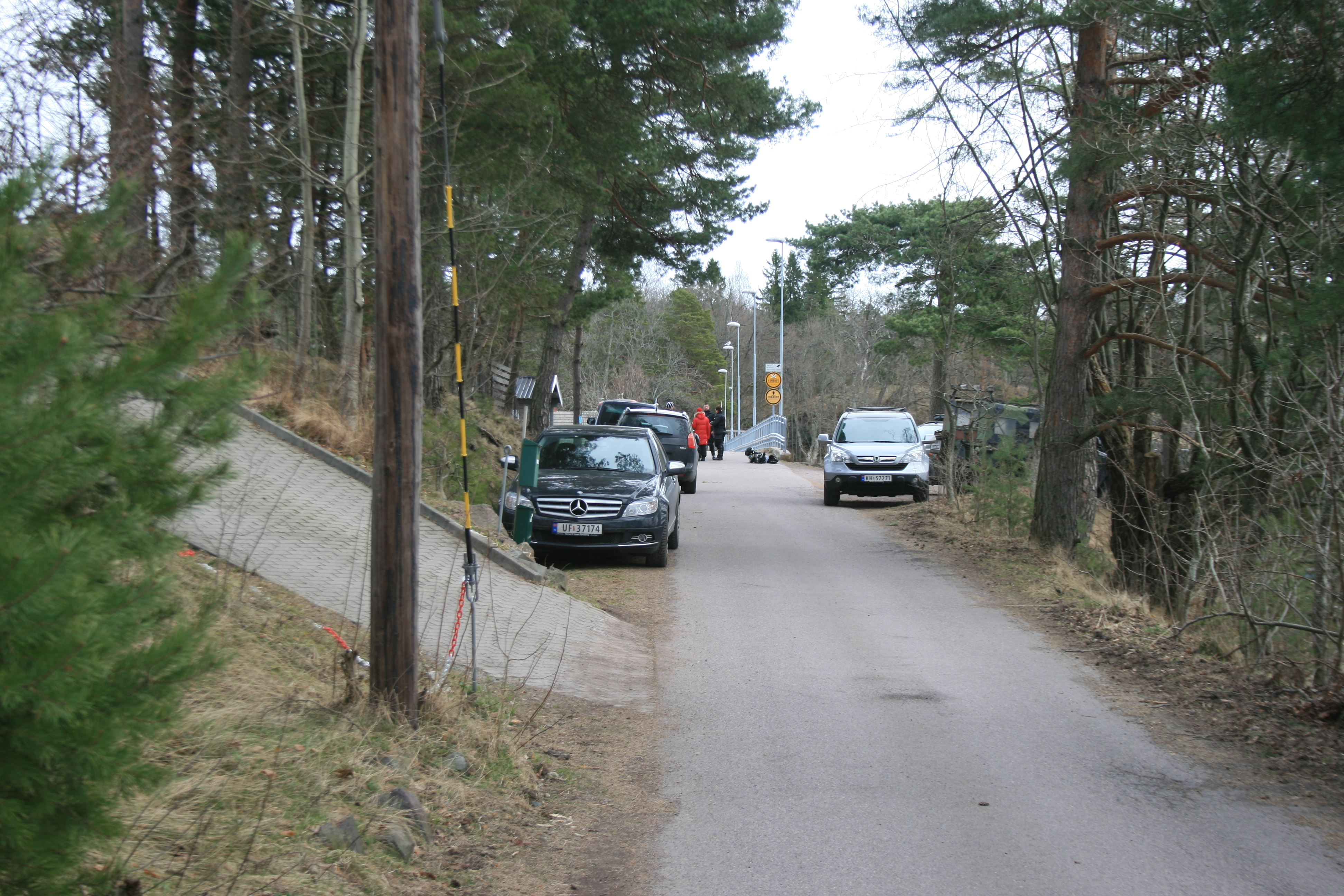
La route desservant l'île
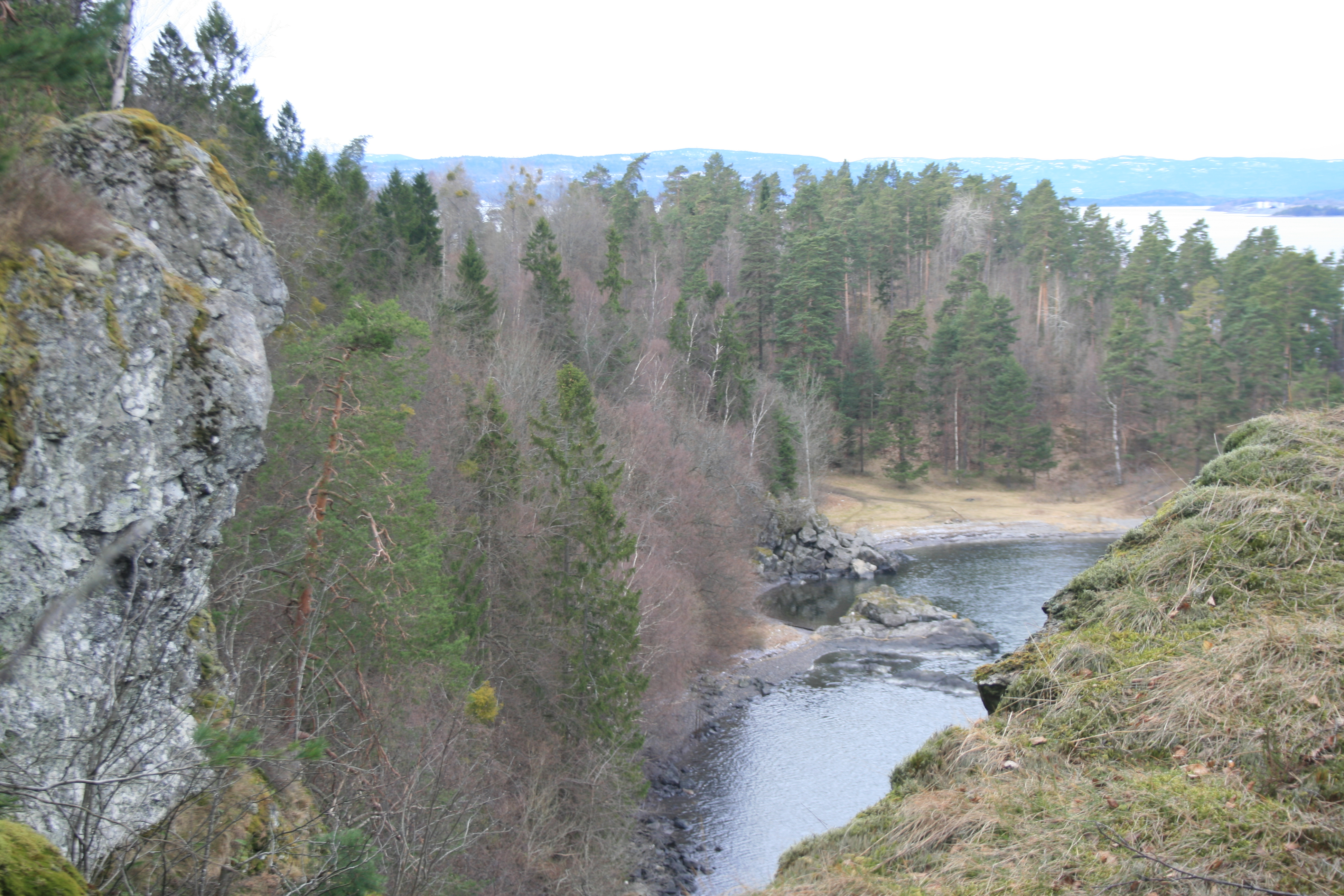
Les falaises sur l'île